# Emil Ferdinand Fehling

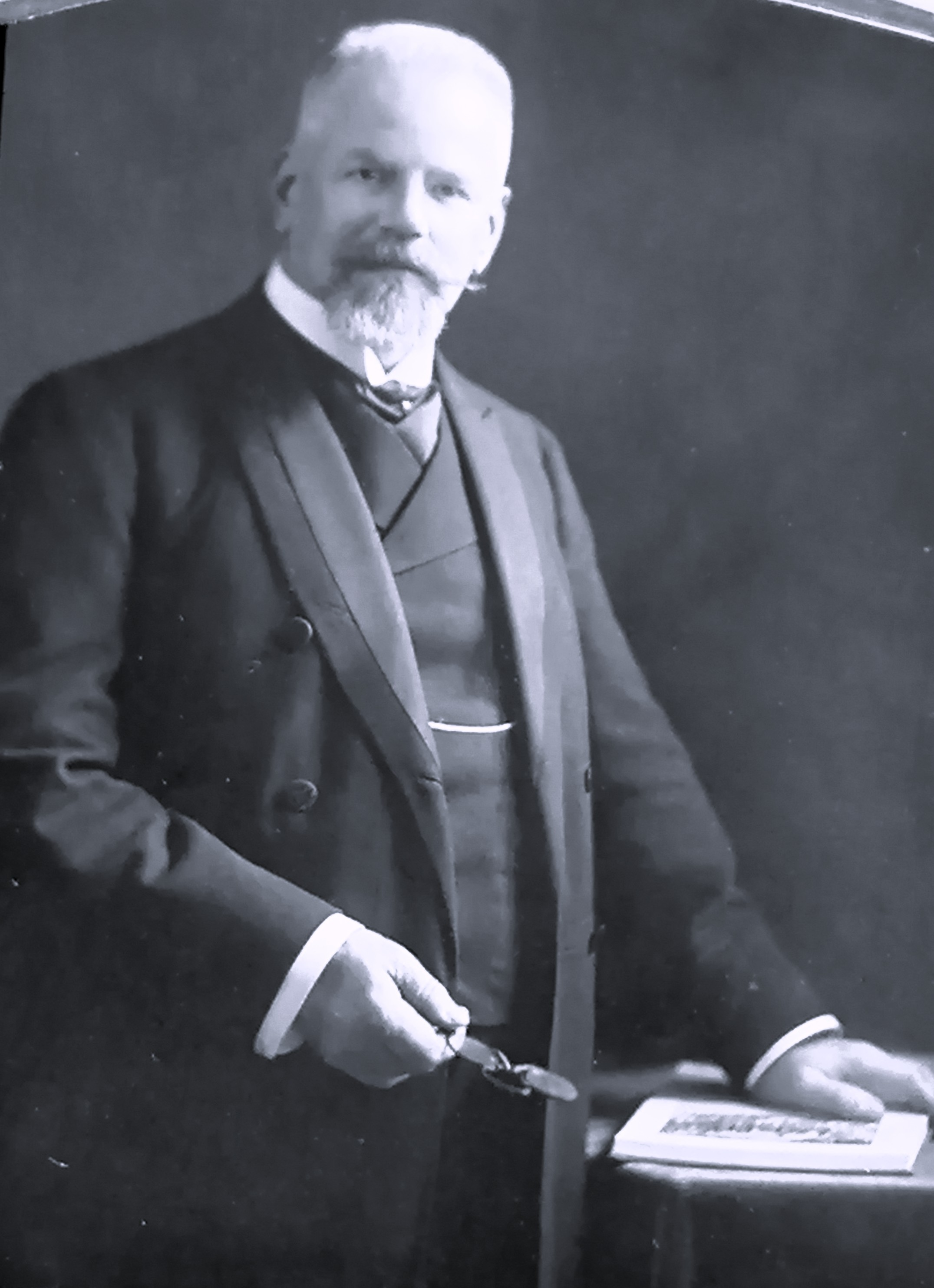
Emil Ferdinand Fehling

Emil Ferdinand Fehling (* 3. August 1847 in Lübeck; † 3. August 1927 ebenda) war ein deutscher Rechtsanwalt und Notar, Senator und Bürgermeister der Hansestadt Lübeck.

## Leben

### Herkunft
Fehling war Sohn des Kaufmanns Johannes Christoph Fehling (1800–1882) und dessen Frau Anna Emilie, geb. Oppenheimer (1803–1885). Seine Onkel war der Chemiker Hermann Christian von Fehling und der Jurist Georg Oppenheimer, seine Brüder waren der Senator Johannes Fehling (1835–1893) und der Konsul Hermann Wilhelm Fehling (1842–1907).

### Laufbahn
Fehling besuchte von 1854 bis Ostern 1857 die Kandidatenschule und dann bis zum Abitur 1866 das Katharineum zu Lübeck Er studierte Rechtswissenschaften an den Universitäten Heidelberg, Leipzig und Göttingen. In Heidelberg war er Konkneipant beim Corps Vandalia Heidelberg. 1869 wurde er in Göttingen mit dem höchsten Prädikat („egregie“) zum Dr. jur. promoviert. Albert Wolffson war sein enger Studienfreund.
Fehling kehrte nach Lübeck zurück, wo er nach seinem Examen vor dem Oberappellationsgericht der vier Freien Städte 1869 und einem Studienaufenthalt in Paris, Rom und London 1869/70 als Rechtsanwalt und Notar praktizierte. Als Mitglied des Lübecker Anwaltvereins wurde er zu dessen Vorsitzenden. 1876 trat er in die Lübecker Freimaurerloge Zur Weltkugel ein.
Von ihm verfasste Artikel erschienen in den Lübeckischen Blättern unter der Chiffre 99.
Bald darauf trat er auch im öffentlichen Leben Lübecks hervor. Im Jahr 1879 in die Bürgerschaft erwählt, wurde er am 18. Juli 1887 als Wortführer an die Spitze dieser Körperschaft berufen. Die Geschäfte des Wortführers im Bürgerausschuss hatte er zu diesem Zeitpunkt bereits ein Jahr lang wahrgenommen.
1883 gehörte er zu den Gründern des Vaterstädtischen Vereins. Fehling war Mitglied der Gesellschaft zur Beförderung gemeinnütziger Tätigkeit und sollte von 1895 bis Ende 1897 Direktor der Gesellschaft sein. Während seines Direktorats drohten die Lübeckischen Blätter einzugehen. Durch seine Arbeit wurde das Organ der Gesellschaft in eine neue Form übergeleitet und erholte sich.
Nach ununterbrochener Präsidialführung im Bürgerausschuss und in der Bürgerschaft wurde Fehling am 4. Mai 1896 als Nachfolger des zum Hanseatischen Gesandten anstelle des verstorbenen Friedrich Krüger bestellten Karl Peter Klügmann als Senator in den Lübecker Senat, die höchste Körperschaft des lübeckischen Staatswesens, gewählt. Er war von Beginn an Mitglied der Finanzdeputation. Dort war er Vorsitzender in der Abteilung Stadtgüter und der sogenannten Begutachtungskommission.
Zusätzlich wurde Fehling 1898 in die „Kommission für Auswärtige Angelegenheiten“ berufen.
Als Mitglied des Hansischen Geschichtsvereins wurde Fehling 1903 Nachfolger des zum Bürgermeister erwählten Wilhelm Brehmer in dessen Amt als Präsident des Vereins.
Als Johann Georg Eschenburg zum Lübecker Bürgermeister gewählt wurde, ernannte der Senat Fehling zu dessen Nachfolger als stellvertretenden Bundesratsbevollmächtigten des Hanseatischen Gesandten, erst Klügmann, dann Sieveking, in die Hanseatische Gesandtschaft in der Tiergartenstraße 17a. ernannt. Hier nahm er stets deren Interessen, beispielsweise Lübeck als Sitz der Hanseatischen Versicherungsanstalt auszuwählen,
An der Einweihung des Berliner Doms am 27. Februar 1905, die in Gegenwart des Kaiserpaares und zahlreicher Fürstlichkeiten stattfand, nahmen als Vertreter der Freien und Hansestadt Lübeck dessen Bürgermeister und, als Vertreter des Kirchenrats, Senator Fehling teil.
Während der Lübecker Senat zum Treffen der Senate in Bremen war, wohnte Fehling vom 3. bis 6. Juni 1905 als Vertreter des lübeckischen Senates der Vermählung des Kronprinzen mit der Herzogin zu Mecklenburg bei und schenkte im Namen des Senats ein Nachbildung des Engel-Kronleuchters aus dem Lübecker Dom.
Bis zum 1. Oktober 1913 führte der Hanseatische Gesandte im Bundesrat die Stimme Lübecks. Der Senat hatte beschlossen, dass fortan Senator Fehling dort stimmführend sei, und den neuen Hanseatischen Gesandten, Karl Sieveking, zu dessen dortigem Stellvertreter bestimmt. Damit folgte Lübeck seinen Schwesterstädten. So hatte Hamburg nach dem Tode des Bürgermeisters Johann Heinrich Burchard Senator Friedrich Sthamer und Bremen nach dem Tod des Bürgermeisters Victor Marcus Senator Martin Donandt zum stimmführenden Bundesratsbevollmächtigten bestellt. Auf diesem Wege wurde eine engere Fühlung des Senates mit dem Bundesrat hergestellt.

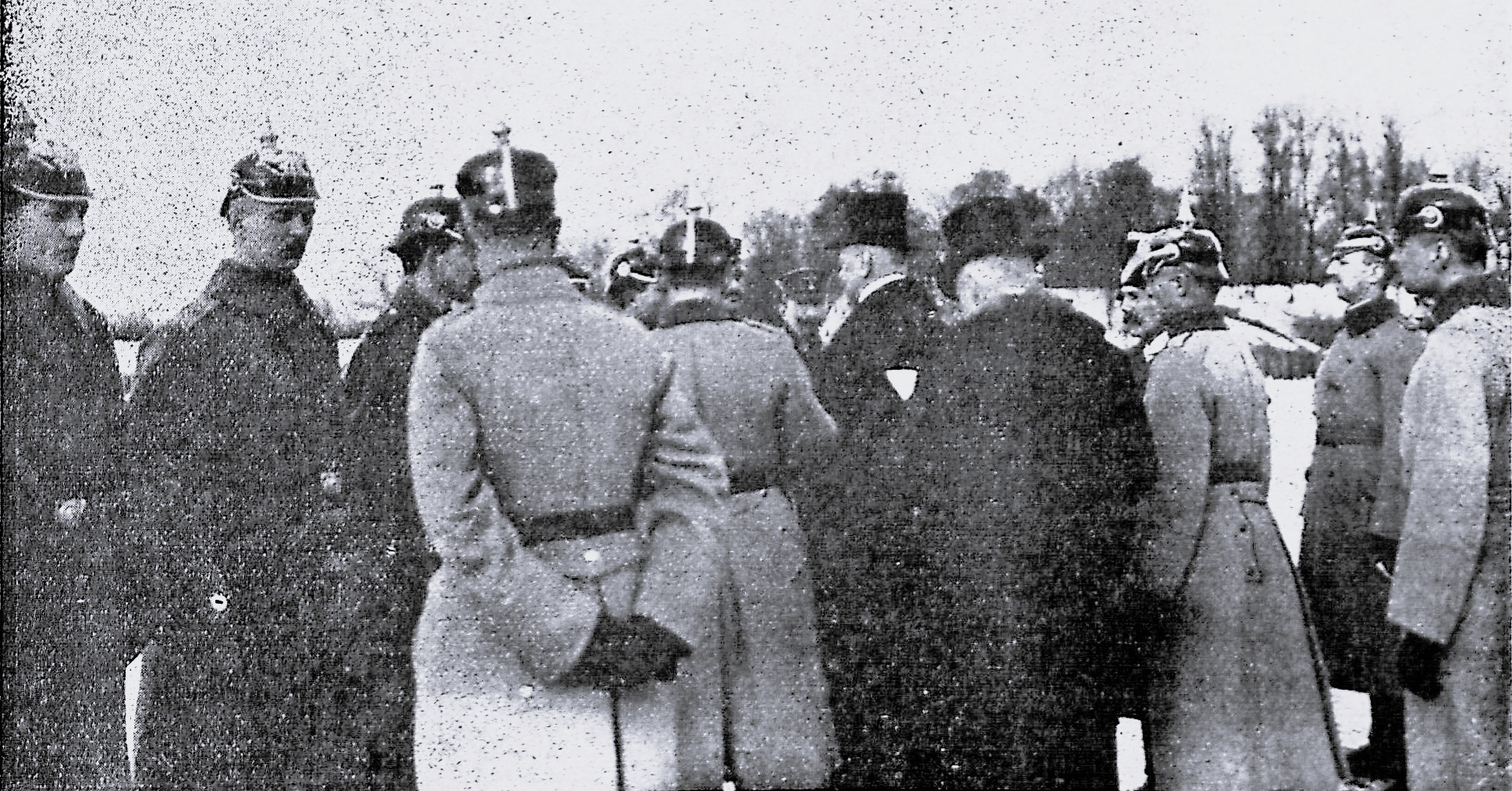
27. Januar 1917

Ende 1916 wurde Fehling für die Wahlperiode 1917/18 als Eschenburgs Nachfolger zum Bürgermeister der Hansestadt berufen. Seine erste Amtszeit sollte durch den Krieg geprägt sein. Die Feier des Kaisergeburtstages, die in Friedenszeiten auf dem seit Ausbruch des Krieges Platz für das Barackenlazarett bietenden Burgfeld stattfand, wurde auf dem Buniamshof abgehalten. An deren Ende verlieh der Bürgermeister in Gegenwart des stellvertretenden Kommandeurs der 81. Infanterie-Brigade, Generalmajor Harry von Wright, „verdienten“ Lübecker Kriegern das lübeckische Hanseatenkreuz.

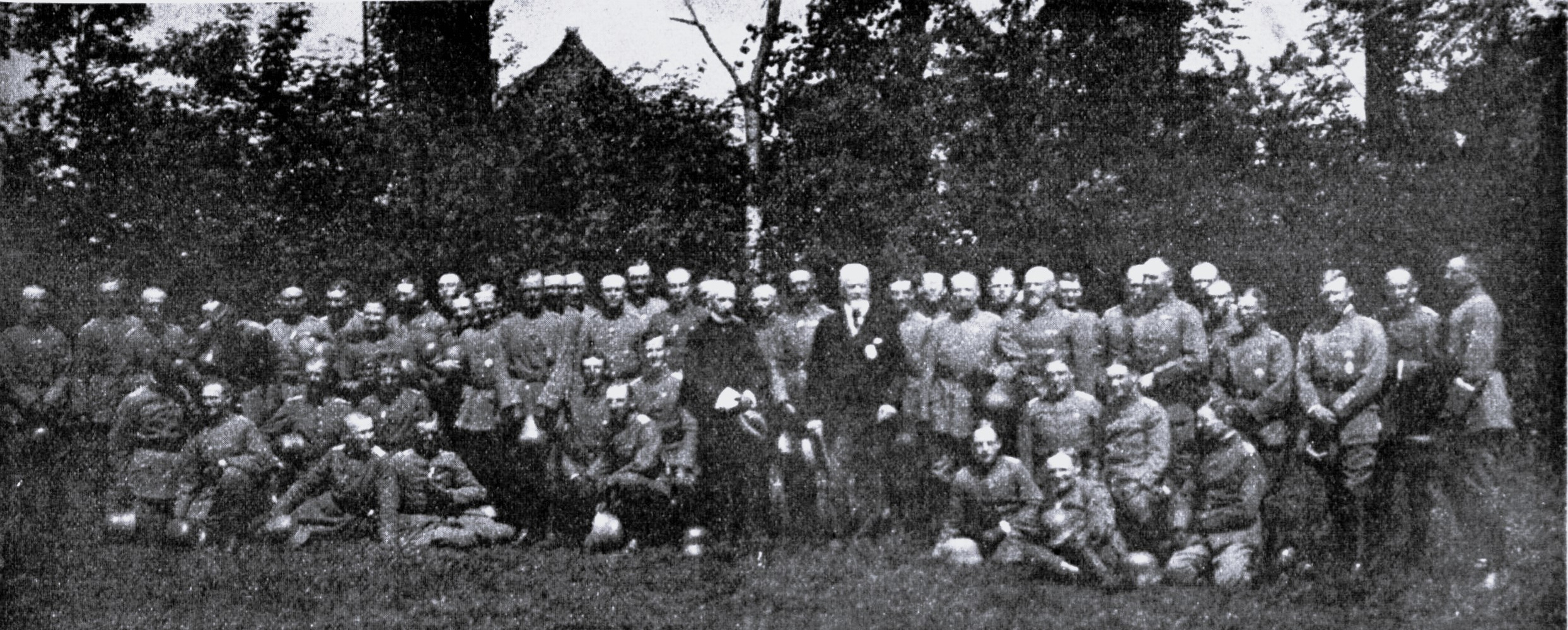
Fehling und Plessing inmitten des Offizierskorps

Begleitet von Regierungsrat Plessing besuchte der Bürgermeister das nach schweren Kämpfen im Arras-Abschnitt nach Masny aus der vordersten Linie zurückgezogene Regiment Lübecks vom 1. bis 4. Juni 1917, um ihm die Grüße aus der Heimat zu überbringen. Die erste Berührung mit der Truppe war eine unter der Leitung des Divisions-Kommandeurs Mutius abgehaltene Übung. Ihr folgte nahe dem Stabsquartier eine Parade. Nachdem Krieger, die sich bei den Kämpfen der vergangenen Wochen besonders hervorgetan hatten, das Hanseatenkreuz erhalten hatten, erfolgte ein Vorbeimarsch der Kompanien.

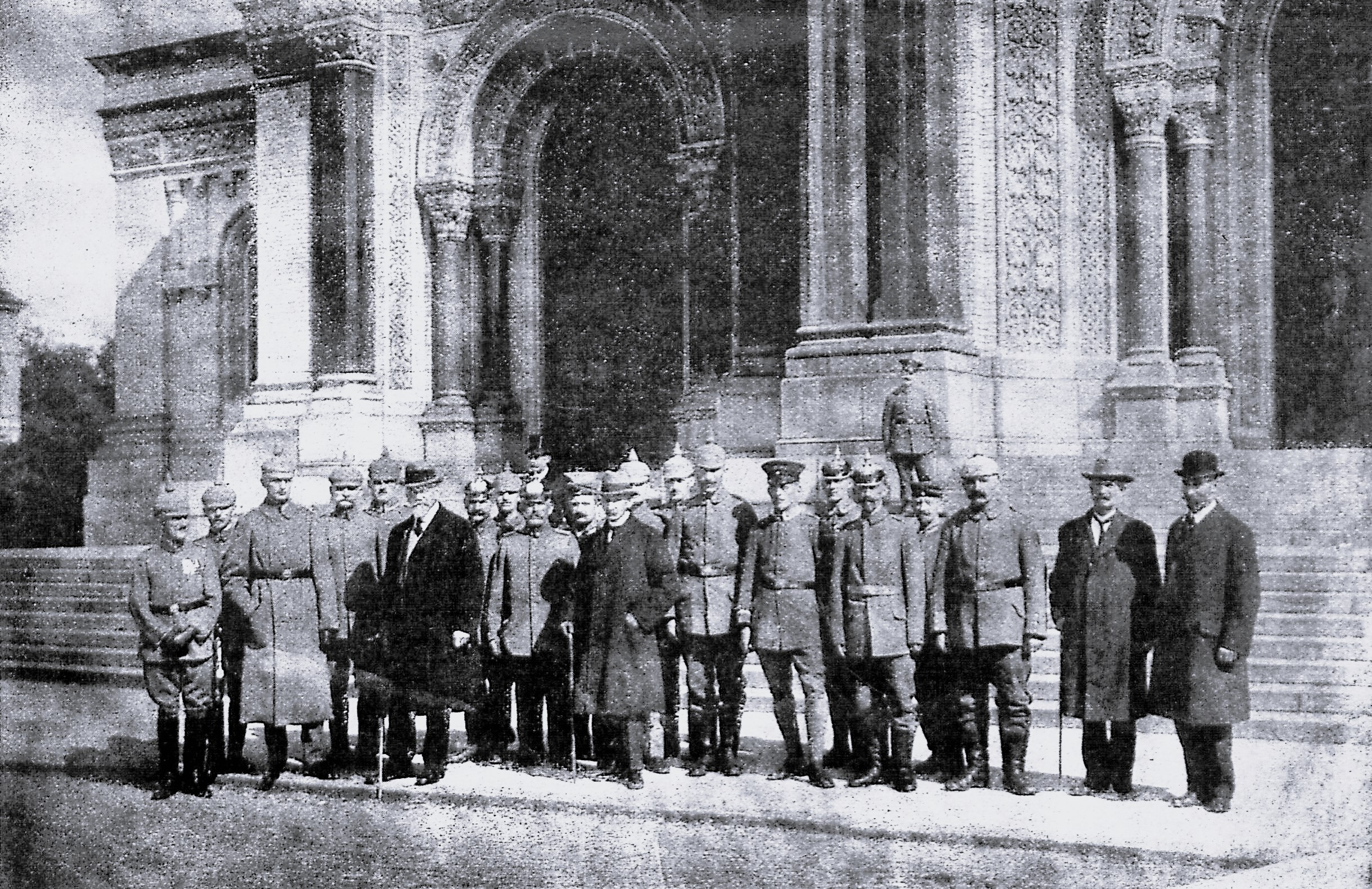
Fehling und Plessing mit Lübecker Landeskindern vor der russischen Kathedrale in Warschau

Kurz nach dem Fall Rigas begab sich der Bürgermeister, wieder in Begleitung des Regierungsrates Plessing, an die Ostfront nach Warschau, Brest-Litowsk, Kowel, Białystok, Wilna, Mitau, Libau (Kriegshafen) und Riga. Bei jedem Halt im besetzten russischen Gebiet wurde von der Heeresleitung dafür gesorgt, dass sie von den lübeckischen Landeskindern begrüßt wurden. Mehrfach wurden einzelne Tage ganzen Truppenteilen, die ausschließlich oder vorwiegend aus der Hansestadt ihren Ersatz erhielten, gewidmet. In den Städten, die Sitze deutscher Gouvernements, Armeeoberkommandos oder Militärverwaltungen waren, traf man mit den leitenden Personen zusammen. So ließ sich es im Bereich der Heeresgruppe Linsingen deren Oberbefehlshaber nicht nehmen, als lübeckischer Veteran mit den Lübeckern die Abordnung in einem bischöflichen Schloss zu empfangen.
Den Höhepunkt der Reise bildete aber die Stadt, die von Hansischen Kaufleuten, vor allem waren dies Lübecker, zuerst besiedelt worden war. Der Stadthauptmann empfing den Bürgermeister mit sämtlichen Stadtvätern. In dessen Ansprache wurde besonders dem Bande zwischen beiden Städten und den Eintreten der lübeckischen Regierung während des Krieges für die baltischen Interessen in der Handelspolitik.
Die Festivitäten des Kaisergeburtstages fanden 1918 nur noch auf dem Markt statt.
Nach der Schlacht um den Kemmel befand sich das Regiment zur Regeneration in Knocke und Westkapelle. Als Fehling mit einigen Senatsmitgliedern das Regiment vor Ort besuchen wollten, wurde ihnen wegen der steten Fliegergefahr, des häufigen Alarmzustandes und der ständigen Gefahr einer Beschießung von See her davon abgeraten.
Als die aus Kiel kommende Novemberrevolution die Stadt erreichte, geriet auch diese zunächst in deren Sog. Die Offiziere wurden im „Hotel International“, Am Bahnhof Nr. 17, interniert und drei Senatoren baten, als das Rathaus rot beflaggt war, um ihre Versetzung in den Ruhestand. Als in den kritischen Novembertagen in allen deutschen Staaten die Regierungen vor dem Ansturm der Revolution zusammenbrachen, bestand Lübecks Senat allein unter der Führung des Bürgermeisters die große Belastungsprobe. Es kam zu keinen gewalttätigen Unruhen.

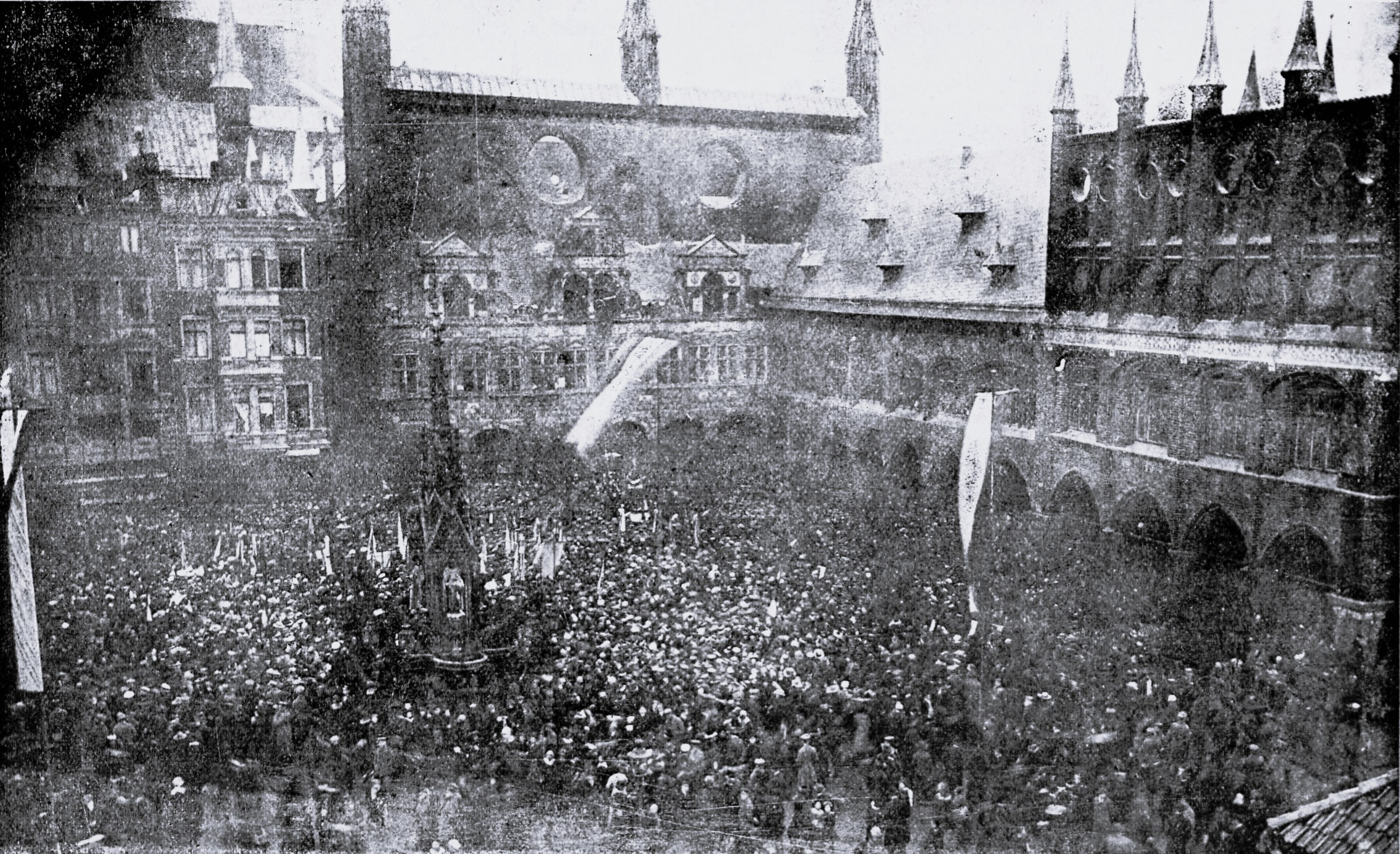
Begrüßung des heimgekehrten Regiments

Das Regiment kehrte am Vormittag des 26. November, vom Wachtdienst während der Übergangszeit um das elsaß-lothringische Straßburg herum kommend, auf dem Hauptbahnhof heim. In der offiziellen Feier am 30. November auf dem Markt begrüßten neben Bürgermeister Fehling als Vertreter des Senats auch Carl Dimpker als Wortführer der Bürgerschaft, Rethfeld als Mitglied des Soldatenrates und Johannes Stelling als Vertreter des Arbeiterrates das heimgekehrte Regiment. Von diesem waren jedoch nur noch Reste vorhanden. So hatten seine Offiziere das Regiment bereits verlassen. Da der Regimentskommandeur, Oberstleutnant Ludwig Hauß, erkrankt war, dankte der Kommandeur des ebenfalls in Lübeck ansässigen Kommandos von der 81. Infanterie-Brigade, Oberst Hans von Werder, ihnen im Namen des Regiments.
Die zweite Amtszeit Fehlings sollte durch die Gestaltung der neuen Landesverfassung geprägt werden. Nach bereits erfolgten Verfassungsänderungen am 28. März 1917 und 11. Dezember 1918 sowie vom 26. Februar und 26. März 1919 in der neuen Amtszeit hatten Senat und Bürgerschaft unter Berücksichtigung der Dinge im Reich sowie dessen Einzelstaaten eine nochmalige Durchsicht der Verfassung durch eine Kommission des Senates und der Bürgerschaft beschlossen. Die Arbeiten der Kommission trugen, insbesondere die zum Abschluss gebrachte Verfassung des Deutschen Reiches berücksichtigende maßgebende Bestimmungen für alle zum Reiche gehörenden Länder. Demgemäß gelangten Senat und Bürgerschaft zu einem Einvernehmen über den Wortlaut der neuen Verfassung. Die neue Lübeckische Landesverfassung, die die Handschrift des Bürgermeisters trug, wurde am 23. Mai 1920 veröffentlicht. Sein Antrag auf seine Versetzung in den Ruhestand wurde vom Senat gewährt. Als er zum 31. Dezember 1920 ausschied, wurde der parteilose Senator Johann Martin Andreas Neumann sein Nachfolger. Fehling widmete sich fortan mit reichen literarischen Niederschlag den geschichtlichen Forschungen.
Am Morgen des 3. August 1927 konnte Fehling, der bereits auf seinem Sterbebett lag, seine Gratulanten, Frau, Kinder und Enkel, erkennen, bevor sein Bewusstsein schwand. Den Lübecker Senat und andere Gratulanten konnte er jedoch schon nicht mehr wahrnehmen. Er verstarb noch am gleichen Tag.
Nach seinem Tode hielt am 8. August 1927 in der Marienkirche Hauptpastor Paul Denker die Trauerandacht. Unter dem Trauergefolge Fehlings waren die Bürgermeister der drei Hansestädte. Sein Grab befindet sich auf dem Burgtorfriedhof neben dem seines Schwiegervaters.

### Familie
Fehling hatte zweimal geheiratet.

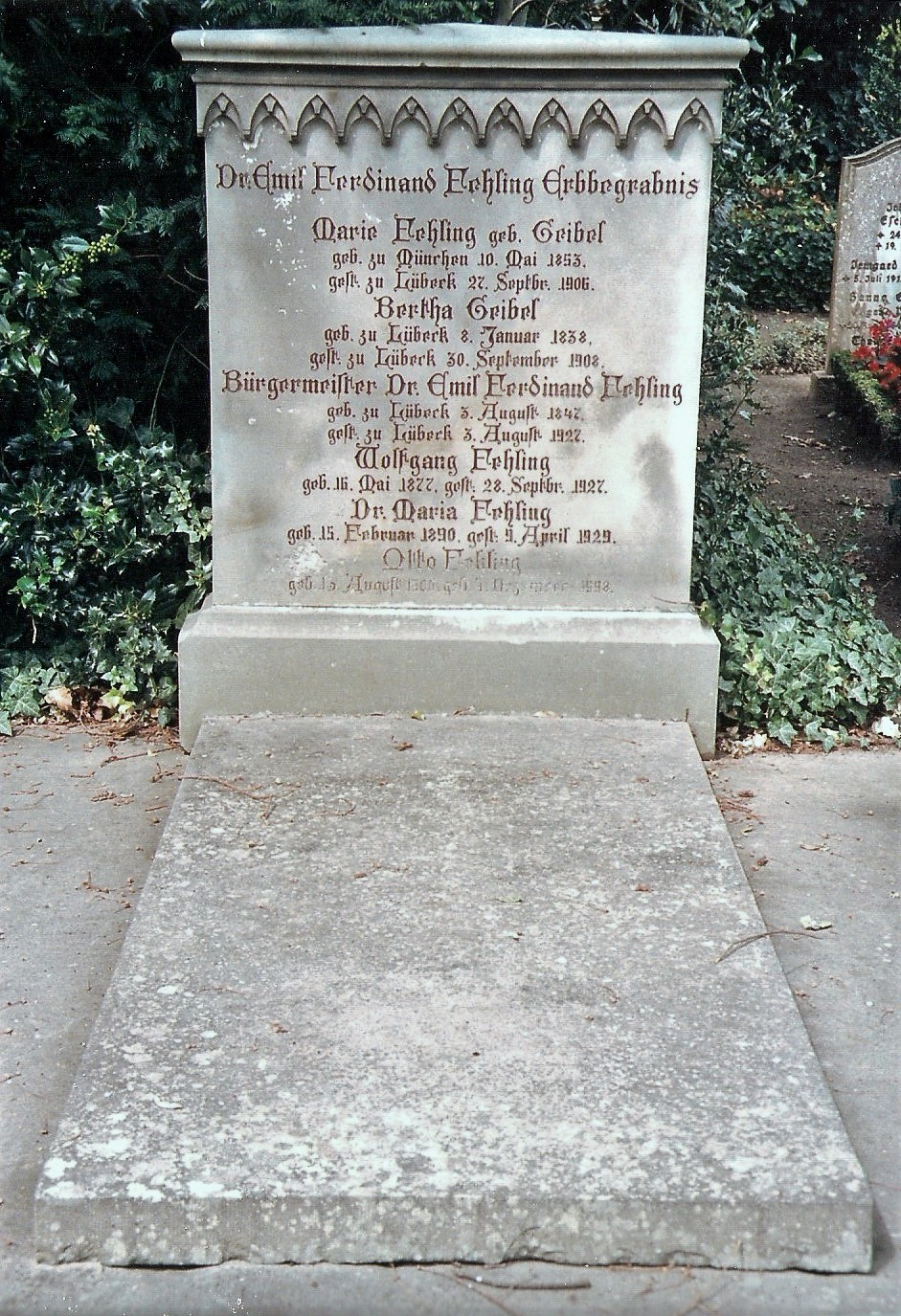
Familiengrab

Zuerst war er mit Ada Marie Caroline (* 10. Mai 1853 in München; † 27. September 1906 in Lübeck), der einzigen Tochter des Dichters Emanuel Geibel, seit 1872 verheiratet. Unter Schwermut leidend, verstarb Marie Fehling in einem Sanatorium. Aus der Ehe gingen neun Kinder hervor. Maria und Ferdinand wurden als Historiker, Jürgen als Theaterregisseur bekannt. Georg Roemer wurde Fehlings Schwiegersohn.
Emanuel (1873–1932) war die Jugendliebe von Fanny Reventlow. In Berlin lernte er Katharina (Käthe) Wessel (* 11. Oktober 1862 in Berlin; † 20. März 1933 in Mönchengladbach), die verwitwete Frau des Geheimen Regierungsrates Dr. Vogts aus Berlin-Wannsee, kennen. Seit 1910 war Fehling mit ihr vermählt.

## Trivia
Nach dem Tode des Senators Mann am 13. Oktober 1891 wurden Konsul Fehling und der Weinhändler Tesdorpf zu Vormündern seiner fünf hinterlassenen Kinder bestellt.
Thomas Mann war zu diesem Zeitpunkt 16 Jahre alt. In seinem Roman Buddenbrooks, für den er 1929 den Nobelpreis erhalten sollte, und der Bezüge zu real existierenden Personen in Lübeck hat, begegnen wir Carl Tesdorpf als Weinhändler Stephan Kistenmaker, Konsul Hermann Fehling als Konsul Hermann Hagenström und Emil Ferdinand Fehling als Dr. Moritz Hagenström.

## Porträt

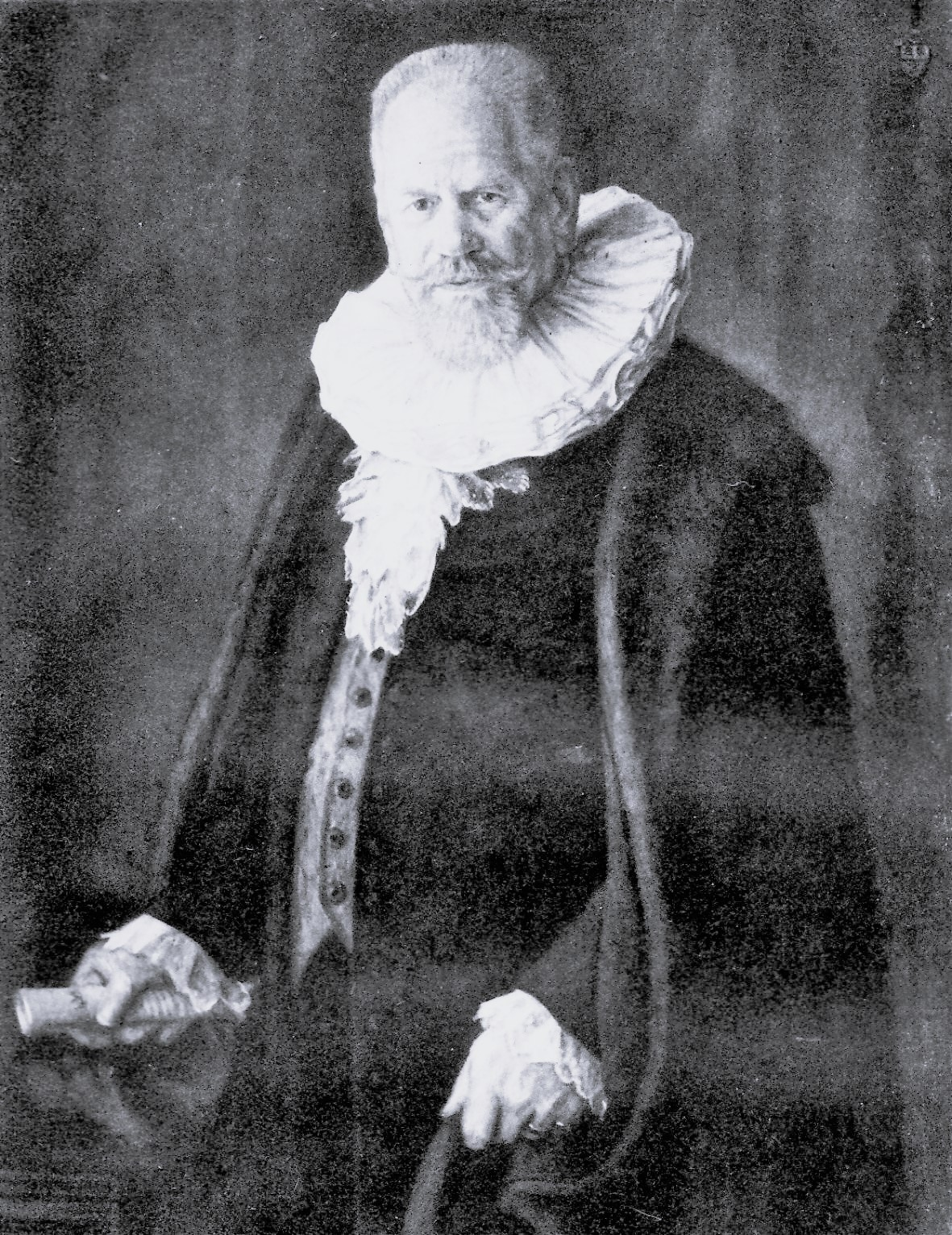
Bürgermeister Fehling

Anlässlich der hundertsten Wiederkehr des Jahrestages der Völkerschlacht bei Leipzig legte der Lübeckische Senat, erstmals seitdem ihr Tragen in der Franzosenzeit verboten worden war, wieder die damalige Amtstracht an.
Sie bestand aus einem ärmellosen Mantel aus gemusterten, mit Nerz besetzten Seidenstoff und wurde vorn mit doppelt laufender silbervergoldeter Kette zusammengehalten. An ihm erkannte man, ob deren Träger ein Bürgermeister, Senator oder Senatssekretär war. Während der Mantel des Bürgermeisters unten ringsherum auch mit Nerz besetzt war, trug stattdessen der Senator Soutacheborte und der Senatssekretär Bortenbesatz. Die Hüte waren in ihrer Form spanischen Hüten aus jener Zeit nachempfunden und mit schwarzen Sammet überzogen. Der schwarze mit schwarzer mit Köpfen und Verzierungen aus schwarzer Soutachearbeit besetzter Tuchrock zeigte an der Ärmelöffnung eine Spitzenrüsche, die vorne nicht ganz verschlossen wurde, ließ eine Weste aus Seidenbrokat im alten Goldton und ein Jabot hervorstehen. Hinzu kam die Halskrause.
Fehling ließ sich in jener Tracht ohne Hut von dem Berliner Hoffotografen Emil Bieber fotografieren. Im Frühjahr 1920 kam Leopold von Kalckreuth nach Lübeck, um das nebenstehende Gemälde zu malen.

## Wohnsitz
Fehling wohnte in der Curtiusstraße 11 und gewährte um seinen 70. Geburtstag herum Reportern der Lübeckischen Anzeigen im Rahmen der zu jener Zeit in deren Sonntagsbeigabe erscheinenden Serie „Neue Formen der architektonischen Gestaltung von Gartenvorstädten in Lübeck“ Zugang zu seinem Haus.
Die Fassade des von wildem Wein umrankten Hauses ließ nicht die weiten Räume des Erdgeschosses auf beiden Seiten der „Halle“ erahnen.
Die hohen Bücherschränke in der Halle harmonierten mit schweren Mahagonimöbeln aus dem Ende des 18. und dem Anfang des 19. Jahrhunderts. Hinter einer der hohen in dunkel Nussholz gefassten Spiegeltüren der Bücherschränke waren Original-Cotta-Ausgaben von Goethe, Herder, Geibel und anderen Klassikern. Hier ein silbernes Schreibzeug mit einem thronenden Barden, dass 1866 dem aus München heimkehrenden Schwiegervater von dankbaren Mitbürgern überreicht wurde – da eine eigenhändige Widmung des Kaisers an das Bundesratsmitglied und ein in kostbaren Metallrahmen gefasstes Bildnis des Kaisers in Kürassieruniform.
Alles war durch Erinnerungen aus drei Generationen der Fehlingschen, Geibelschen und Wesselschen Familie belebt. Das Ada-Bild von Erich Correns, Pastellportraits von Julie de Boor – darunter ihre von der Berliner Photographischen Gesellschaft in den Handel gebrachte Zeichnung Geibels – und Schöpfungen von dem Münchener Bildhauer Georg Roemer.
Die Bücherei im 1. Stock war das Arbeitszimmer des Hausherren. Von hier schweifte Fehlings Blick über die Gipfel des Stadtparks zu den Türmen der Marienkirche.
Erwin Barth hatte einst in freiem Anschluss an die Architektur des Hauses den sich zwischen der Curtius- und Bugenhagenstraße dehnenden Garten entworfen.

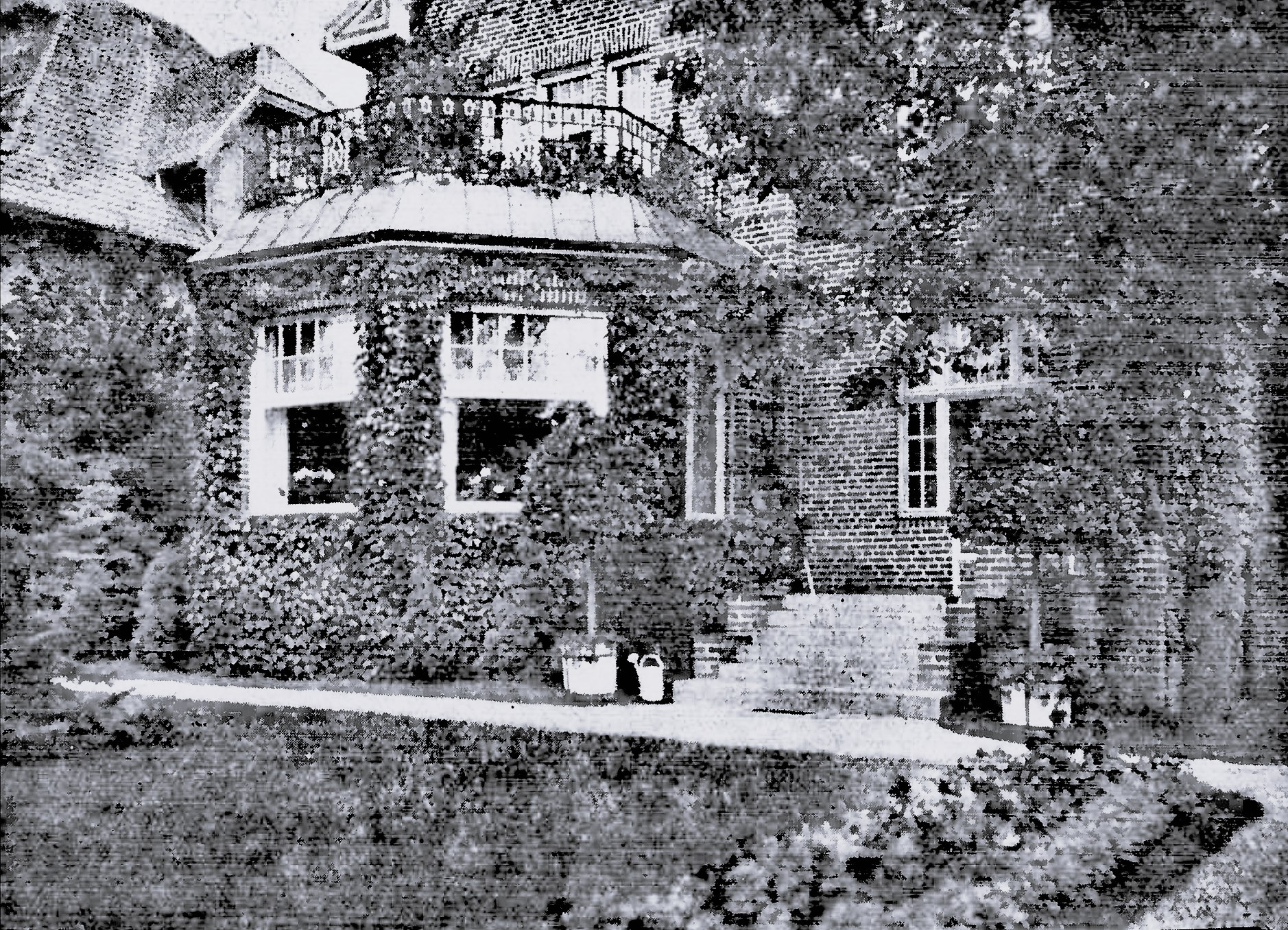
Vorderseite des Bürgermeisterhauses
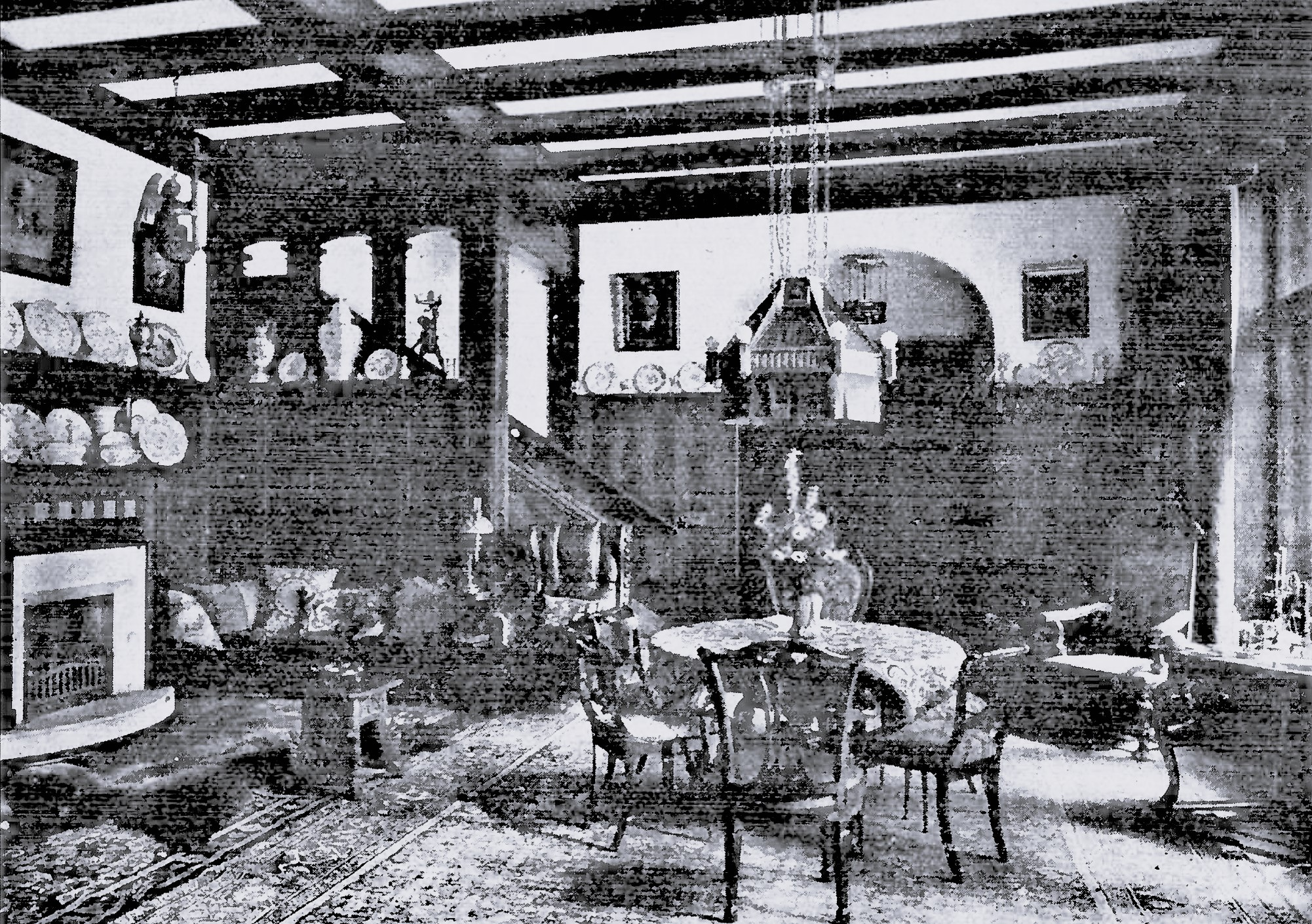
Die „Halle“
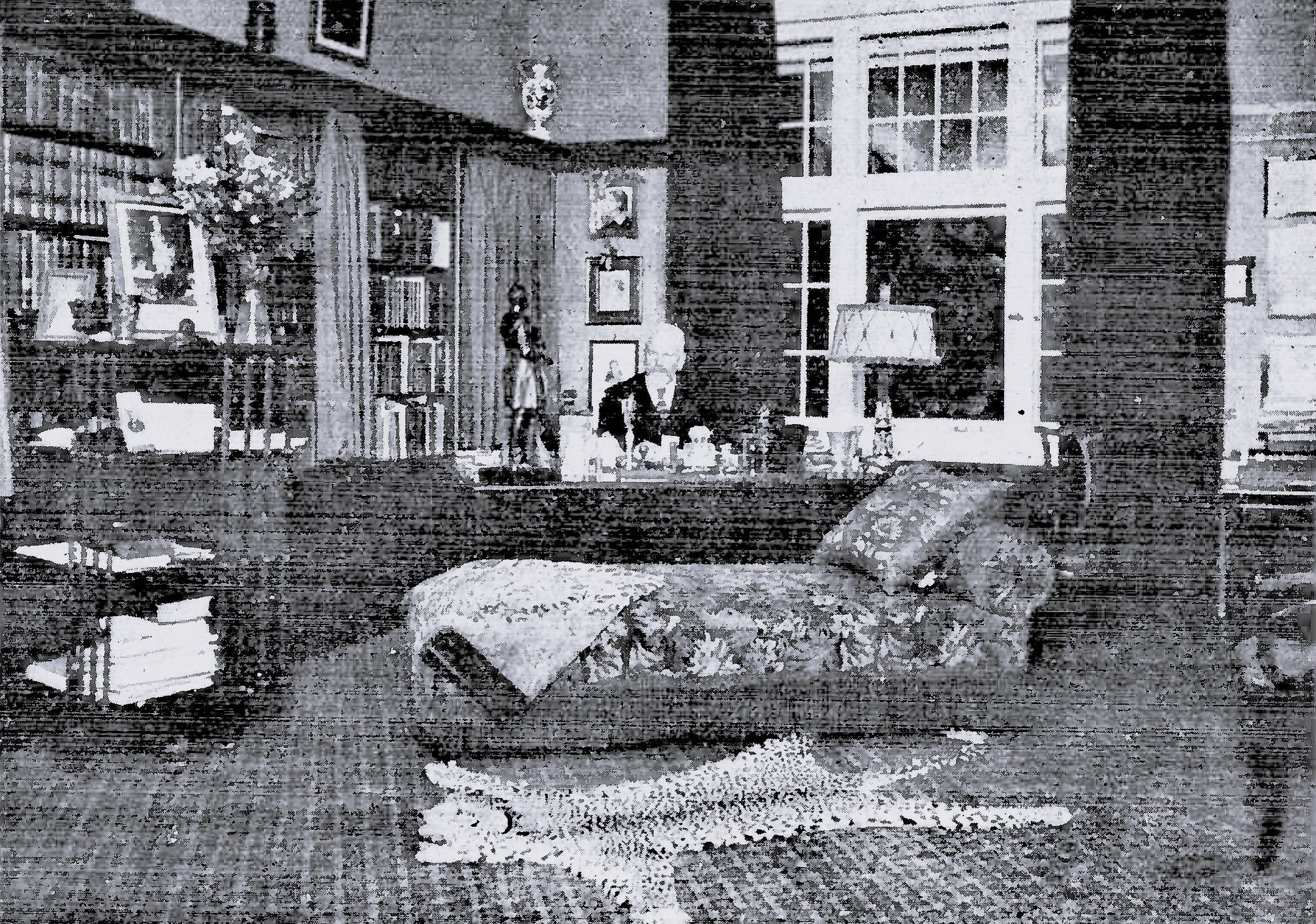
Das Arbeitszimmer

## Publikationen
- Die lübeckischen Stadtgüter, Verlag von H. G. Rahtgens, Lübeck 1904
- Der Staatshaushalt Lübecks 1882–1904, Verlag von Gebrüder Borchers GmbH, Lübeck 1906
- Heinrich Theodor Behn, Bürgermeister der freien und Hansestadt Lübeck. Verlag von Duncker und Humblot, Leipzig 1906
- Emanuel Geibels Jugendbriefe, Verlag von Karl Curtius, Berlin 1909
- Vermögensrechnung der freien und Hansestadt Lübeck, Verlag von H. G. Rahtgens, Lübeck 1910
- Zur Lübeckischen Ratslinie 1814–1914, Max Schmidt, Lübeck 1915. Commons Digitalisat
- Lübeckische Ratslinie, Verlag Max Schmidt-Römhild, 2. Auflage Lübeck 1925. Unveränderter Nachdruck Lübeck 1978. ISBN 3-7950-0500-0
- Aus meinem Leben. Erinnerungen und Aktenstücke. Otto Quitzow Verlag, 1929 (posthum, Aufzeichnungen aus den Jahren 1916 bis 1923, Digitalisat)

## Auszeichnungen

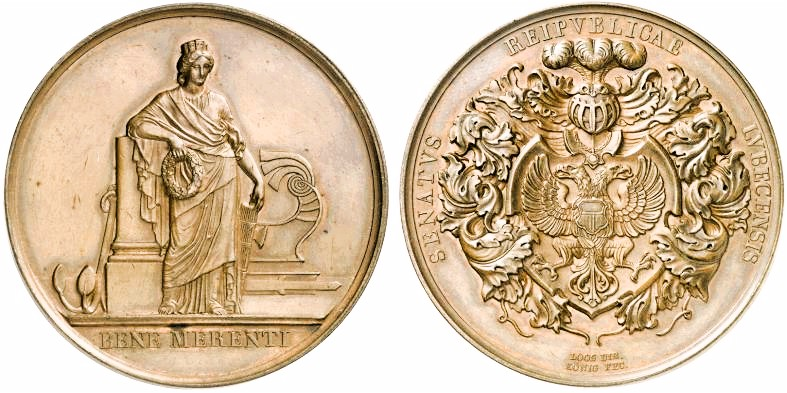
Ehrendenkmünze des Senates

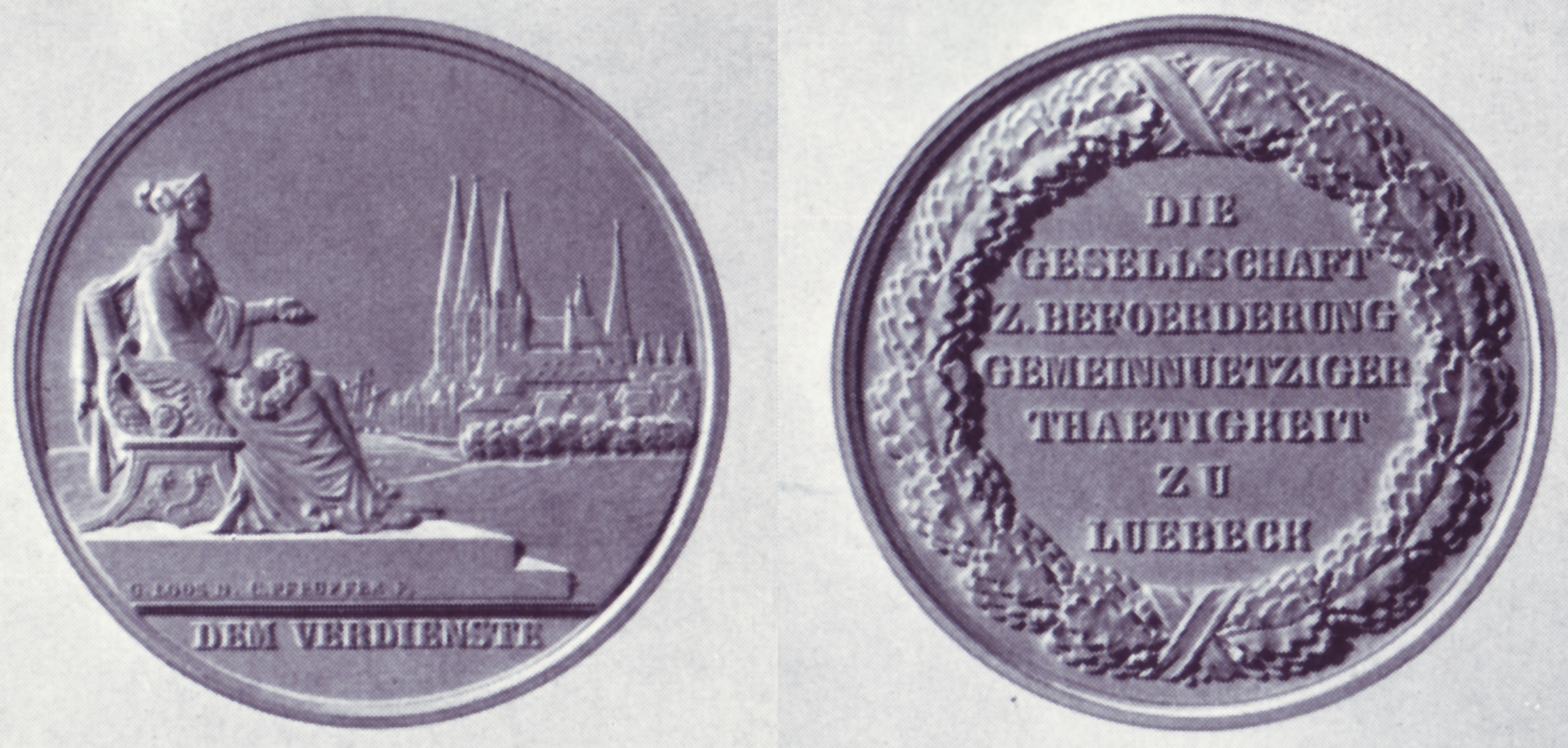
Denkmünze der Gemeinnützigen

Was in einem monarchischen Staate der Orden war, ist in einem Staatswesen wie dem Lübeckischen, das auf Selbstverwaltung beruhte, eine schlichte Gedenkmünze gewesen. Solcher Denkmünzen werden in Lübeck drei verliehen. Mit der ersten zeichnete der Senat, mit der Zweiten die Handelskammer und der Dritten die Gesellschaft zur Beförderung gemeinnütziger Tätigkeit aus.
Zu Fehlings 70. Geburtstag wurden seine Verdienste entsprechend gewürdigt. Der Senat verlieh ihm die Goldene Ehrengedenkmünze Bene Merenti als Würdigung seiner staatsmännischen Gegenwartsarbeit. Die „Gesellschaft zur Beförderung gemeinnütziger Tätigkeit“ würdigte mit der Verleihung seiner höchsten Auszeichnung, die Denkmünze der Gesellschaft zur Beförderung gemeinnütziger Tätigkeit, unter anderem seine Verdienste um die Reorganisation um das Weiterbestehen des Gesellschaftsorgans. Der „Lübeckische Geschichtsverein“ würdigte ihn mit der Ernennung zu seinem Ehrenmitglied. In der Freimaurerloge zur Weltkugel wurde er zum Ehrenmeister vom Stuhl ernannt.
Als Anerkennung von Fehlings Mitarbeit an der Geschichte seiner Heimat wurde ihm von der philosophischen Fakultät der Rostocker Universität der Ehrendoktortitel verliehen.
Um seine Verdienste, vor allem seine Verdienste um die Fortführung der Lübecker Ratslinie, zum 80. Geburtstag des Bürgermeisters a. D. hinreichend zu würdigen, verlieh ihm der Senat die Ehrenbürgerschaft. Um den neuen Ehrenbürger die entsprechende Urkunde in einem entsprechenden Rahmen zu überreichen, erschien der gesamte Senat bei ihm.
Die Professoren Heinrich Sieveking und Kurt Perels erschienen, um Fehling die Urkunde über die Ernennung zum Ehrendoktor der Staatswissenschaften von der Universität Hamburg zu verleihen.